# Vedermödan
Vedermödan eller vedergällningen (vanligen tolkat som samma sak), även kallad "Den stora vedermödan", är enligt vissa inom den kristna eskatologin, den tid, innan tidens slut och Kristi återkomst, då Gud hämnas världens orättvisor och människornas synd. En annan uppfattning är att det är tiden då antikrist ska regera världen till fullo, och förfölja de kristna. Tiden ses oftast som en tid på sju år enligt Daniels Bok i Bibeln. Vissa tror att uppryckandet kommer att ske före den stora vedermödan (pre-tribulationism/"pre trib") så att de kristna inte behöver genomlida den, andra att det ska ske efteråt (posttribulationism/"post trib") eller halvvägs in i vedermödan (midtribulationism/"mid trib").
Förutom denna futuristiska tolkning finns även en annan eskatologisk inriktning, preterism, som menar att vedermödan redan har inträffat, när romarna under judiska kriget år 70 intog Jerusalem och förstörde templet. Det finns även en historisk tolkning som menar att Bibelns profetior har gått i uppfyllelse under historiens lopp och att vedermödan inte är en specifik tidsperiod.